# Margaritifer Chaos
Il Margaritifer Chaos è una struttura geologica della superficie di Marte.